# Arts and Crafts

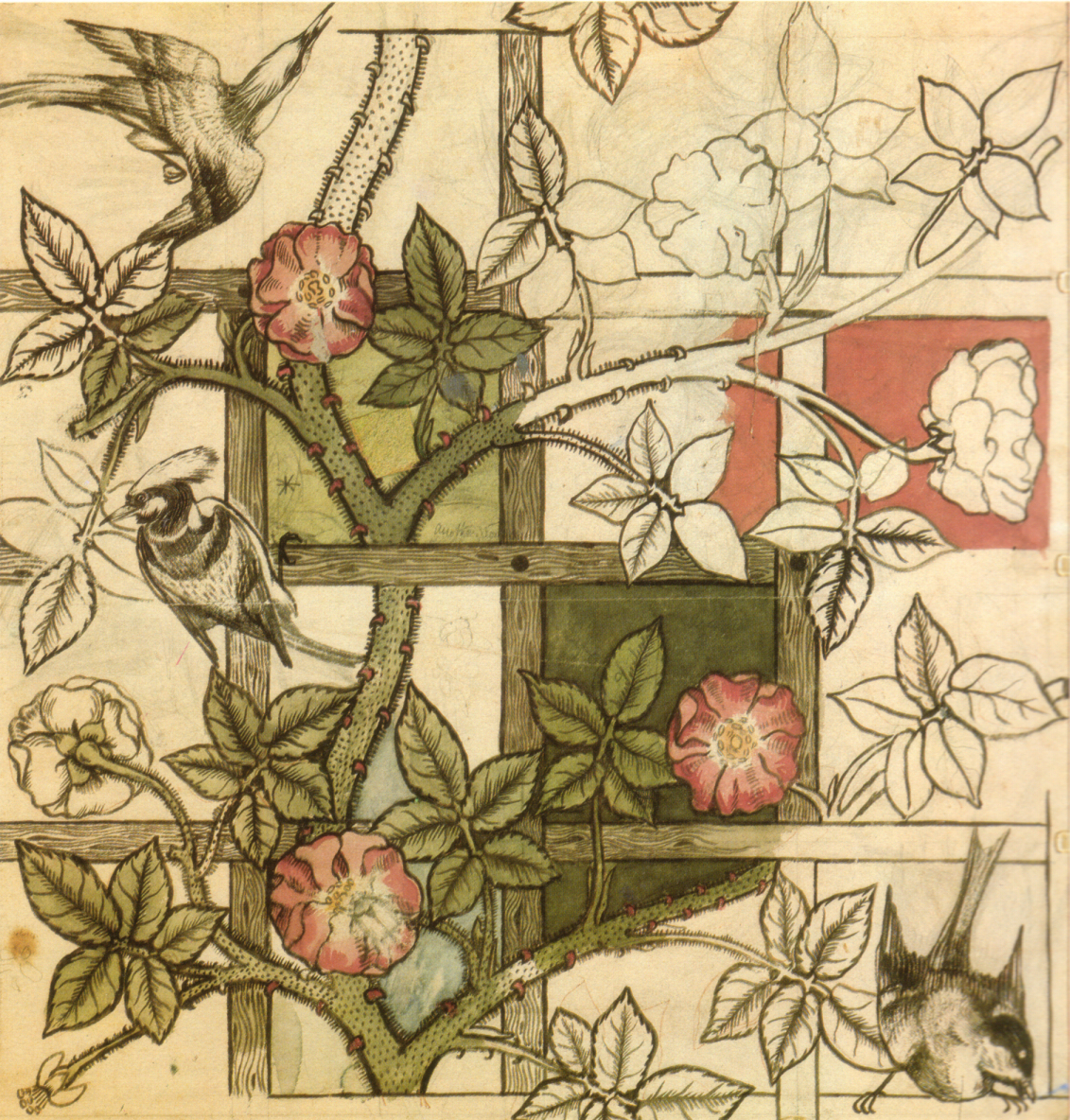
Papel pintado Trellis, de William Morris (1862).

El movimiento Arts and Crafts ("Artes y Oficios") fue un movimiento artístico originado a finales del siglo XIX en Gran Bretaña y posteriormente extendido a otras partes del mundo.

## Renovación y tradición
El Movimiento Arts & Crafts se asocia sobre todo con la figura de William Morris, arquitecto, artesano, impresor, diseñador, escritor, poeta y activista político. Un hombre polifacético que se ocupó de la recuperación de las artes y oficios medievales, renegando de las nacientes formas de producción en masa. Aparte de William Morris, sus principales impulsores fueron Charles Robert Ashbee, Philip Webb, T. J. Cobden Sanderson, Walter Crane, Phoebe Anna Traquair, Herbert Tudor Buckland, Charles Rennie Mackintosh, Christopher Dresser, Edwin Lutyens, Ernest Gimson, Gustav Stickley, y los artistas del movimiento prerrafaelita.
Es un movimiento que la revaloriza a las artesanías, a las que se atribuyó un poder regenerativo en la sociedad moderna, y el rechazo a los procesos mecánicos de la industrialización. Inspiró a muchos de los adheridos al movimiento a centrarse en productos hermosos, hechos a mano. Pero tal era el coste de producción de estos que tuvieron que ser vendidos a precios por encima del alcance de la familia promedio a la que deseaban llegar los artistas de Arts and Crafts. No se trata de un asunto menor, como tampoco otras contradicciones del movimiento que serán importantes al tratar la transición de la teoría a la práctica.
El movimiento desarrolló diferentes reacciones en los países en los que apareció. En general, artistas y diseñadores de Europa continental y América no compartían el sentimiento anti-industrial de sus colegas Británicos. En Austria y Alemania, arquitectos y diseñadores emergentes de la tradición de arts and crafts abrazaron luego la modernidad (movimiento contrario a Arts and Crafts) hasta el punto de que el medio ambiente urbano y el diseño industrial se convirtieron en importantes preocupaciones en su trabajo. 
En las artes, estas preocupaciones dieron paso al crecimiento de un movimiento conocido como romanticismo nacional, en el que las tradiciones vernáculas y populares, tanto reales como inventadas, son apropiadas y reinterpretadas a fin de servir a la causa de la definición nacional. Con su enfoque en el arte popular repositorio de las formas "puras" nacionales, su interés por la recuperación de las culturas minoritarias y su preocupación por el resurgimiento de las habilidades artesanales, el romanticismo nacionalista tiene una coincidencia significativa con Arts and Crafts.
El movimiento revalorizó los oficios medievales, en plena época victoriana, con lo cual reivindicó la primacía del ser humano sobre la máquina, potenciando la creatividad y el arte frente a la producción en serie. En lo expresivo se caracteriza por el uso de líneas curvas y motivos florales, y constituyó sobre todo un arte decorativo, entre algunas de orfebres que podemos destacar está Charlotte Newman.
Se denomina Arts and Crafts movement, para referirse al estilo decorativo que predominó entre los períodos del Art Nouveau (el modernismo) y el art déco, es decir, aproximadamente entre 1910 y 1925. Sostenía que cada objeto debería tener o retomar algo del pasado, pero dándole un sentido elegante y sin el uso de la tecnología, o sea, debía ser artesanal.